# Gaspard de Vallier

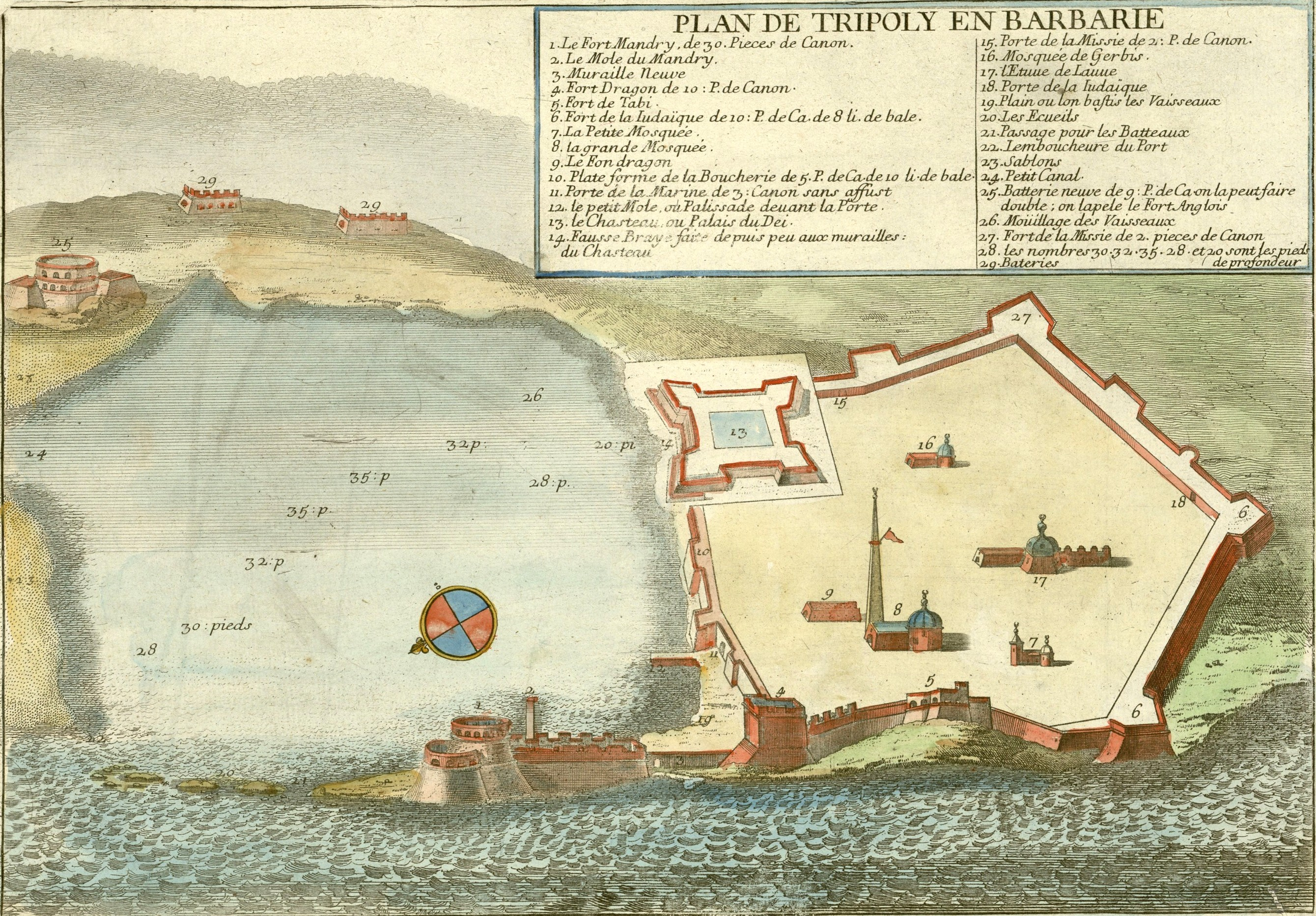
Vista di Tripoli di Nicolas de Fer, prima del 1705.

Gaspard de Vallier (fl. XVI secolo) è stato un militare francese e Cavaliere di Malta vissuto nel XVI secolo.

## Biografia
Comandava la fortezza di Tripoli, in quella che è oggi la Libia, durante l'assedio di Tripoli del 1551. Era francese originario della regione dell'Alvernia ("Langue d'Auvergne"). A Tripoli comandava 30 cavalieri (alcuni autori dicono 200) e 630 mercenari calabresi e siciliani. La città venne conquistata dagli ottomani il 15 agosto 1551.
Dopo il ritorno a Malta, Gaspar de Vallier fu aspramente criticato dal Gran maestro Juan de Homedes, portato di fronte ad un tribunale, e privato dell'abito e della croce dell'Ordine.
De Vallier venne poi riabilitato dal Gran Maestro Jean Parisot de Valette.